# Последњи дан Помпеје (слика)
Последњи дан Помпеје је велика историјска слика Карла Брјулова настала 1830–1833. Слика се бави темом ерупције Везува 79. године нове ере. Значајна је и као дело измеђунеокласицизма, преовлађујућег стила у Русији у то време, и романтизма који се све више практиковао у Француској. Дело је добила готово опште признање и учинила је Брјулова првим руским сликаром који је имао међународну репутацију. У Русији се то сматрало доказом да је руска уметност једнако добра као и уметност која се практикује у остатку Европе. Настанак слике је инспирисао светски познати роман Едварда Булвер-Литона Последњи дани Помпеје. Критичари у Француској и Русији су, међутим, приметили да се чинило да савршенство класично моделованих тела није у складу са њиховом очајном ситуацијом и општом темом слике, која је била романтична тема узвишене моћи природе да уништи човекова дела.

## Позадина
Римски град Помпеја, јужно од Напуља, био је предмет активних археолошких ископавања почетком 19. века. Уметници су били свесни његовог потенцијала као субјекта. Џон Мартин је насликао Уништење Помпеје и Херкуланеума 1822 а други уметници су радили скице и гравуре.
Године 1823. Брјулов је са братом Александром стигао у Рим преко Венеције и Фиренце. Александар је био учесник научног проучавања и рестаурације помпејских купатила 1825–26, што је довело до објављивања његове књиге Thermes de Pompéi у Паризу 1829, а Карл је можда посетио Помпеју 1824. године. Видео је сценографију Алесандра Санкирика за оперу Ђованија Пачинија L'ultimo giorno di Pompei (1825), која је изведена у Напуљу и у Миланској скали и посетио је музеј у Напуљу да проучава артефакте пронађене у Помпеји. Он је свакако посетио Помпеје 1827. године и према Розалин Блејксли, био је толико погођен остацима Улице гробница и решио је да композицију слике постави у ту улицу. Савремена писма указују да је проучавао писање Плиније Млађег који је очевидац катастрофе. Брјулов је читао роман Алесандра Манцонија I Promessi Sposi (1827) са историјски заснованим приказом катастрофалне куге и реакцијама појединаца на њу.
Ови извори су се спојили у дело познато као Последњи дан Помпеје за које је Брјулов насликао композициону скицу 1828. године на захтев грофице Марије Разумовске. Главно платно је наручио гроф Анатолиј Демидов, кога је Брјулов упознао у Напуљу и за кога је исте године насликао коњички портрет. Требало је да буде завршен до 1830. за суму од 40.000 франака, али је до краја те године Брјулов стигао само до тога да је нацртао фигуре на платну у две боје и није обраћао пажњу на избор боја. Путовање у Болоњу и Венецију да види радове Тинторета и Тицијана дало му је одговоре који су му били потребни.

## Предмет и композиција
Предмет слике је ерупција вулкана Везува 79. године нове ере која је обавила град Помпеју вулканским пепелом и убила већину становника. Као сцена из античког периода, била је одговарајућа тема за историјско сликарство, које се тада сматрало најзначајнијим сликарским жанром, а величина догађаја га је такође учинила погодним за платно великих димензија које би омогућило Брјулову да покаже своју уметничку вештину.
Брјулов је рекао да је дело могао да заврш пратећи пример Рафаеловог великог и сложеног дела Атинска школа (1509–1511) као узора, и користио је класичне форме какве су користили ренесансни мајстори., али их је комбиновао са карактеристикама које се налазе у романтичарском сликарству, као што су драматично колорит, употреба Светло-тамноо и висок емоционални ираз. Друга дела за која се сматра да су утицала на Брјулова су Рафаелова Ватра у Боргу (1514–17) и Ашдоду Николе Пусена (1630).
Избегао је хладноћу и равност тада преовлађујућег неокласицизма у корист узбуђења и живих боја. Николај Гогољ је прокоментарисао: „Његова боја је можда светлија него што је икада била; његове боје пеку и ударају те у очи“, али није једини приметио да је савршенство класичних фигура у супротности са јадношћу муке у којој су се нашли.
Брјулов је испунио платно аутентичним детаљима из Помпеје које је видео на терену и у музеју у Напуљ. Статуе које се руше са својих постоља доносе додатну драму и демонстрирају узвишену моћ природе над човеком, што је уобичајен мотив у романтичарском сликарству. Фигуре пружају мале вињете индивидуалног искуства које упућују на приче из класичне митологије, ренесансног сликарства или античке књижевности, као што је извештај Плинија Млађег дат Тациту, али већина ликова чува своје достојанство пред смрћу што указује на Брјуловљево држање главних принципаа класицизма. Позе и фигуре су извучене из класичног сликарства или на основу људи које је уметник познавао, као што су Јулија Самојлова и њене ћерке. Војник и дечак који спасавају старијег човека могу произаћи из приче о Енејином спасавању свог оца од уништења Троје у митологији. На платну је приказан и сам Брјулов као помпејски уметник са сликарском опремом која му је на глави.

## Пријем
Окончања рада на слици је трајала толико дуго да је Демидов запретио да ће отказати пороџбину, али када је први пут приказана у Бриуловљевом атељеу у Италији на улици у Риму, реакције публике су биле изузетне. Сер Валтер Скот је наводно проучавао слику сат времена пре него што је изјавио да то није обична слика, већ еп, а Винченцо Камучини ју је описао као „пламтећи колос“. Италијански археолог Пјетро Ерколе Висконти написао је чланак у коме је хвалио сликара и слику. Уфици је затражио аутопортрет уметника. У Милану, Брјулов је добио овације у позоришту и ношен је улицама града носећи венац од цвећа. Тада га је видео Едвард Булвер-Литон чији је роман Последњи дани Помпеје објављен 1834. године. У Болоњи, званичници галерије уклонили су Рафаелову Свету Сесилију са изложбеног простора и поставили је у приватну собу када је Брјулов затражио да је копира.
Пријем слике је био нешто хладнији на Париском салону 1834. Слика је освојила златну медаљу али су неки критичари слику сматрали као мало застарелу. Розалинд Блејксли приписује овај утисак критичара изолованости учења руских уметника од најновијих француских дешавања од почетка деветнаестог века и тензијама које су својствене делу између неокласицизма и романтизма.
Слика је прво руско уметничко дело које је изазвало широко интересовање у иностранству, чиме је Брјулов постао први руски сликар са међународном репутацијом. Пет иностраних академија га је прогласило почасним чланом, а број позитивних критика и критичких коментара био је толики да је Друштво за подстицање уметника штампало том критика на руском.
Када је слика стигла у Русију у августу 1834. године, била је примљена са једнаким ентузијазмом као и у Италији, по Гогољу, подједнако од оних са истанчаним укусом колико и од оних који нису познавали уметност. Брјулов је проглашен за почасног сарадника Академије и одликован је Орденом Свете Ане трећег степена. Проглашен је за професора на академији у Санкт Петербургу где је био водећи предавач историјског сликарства. Упознао је цара. Иван Тургењев је слику описао као "славу Русије и Италије". Слика је инспирисала је Александра Пушкина да напише песму о уништењу Помпеје.
Руси слику виде као узрок подизање статуса руске уметности генерално у Европи. Гогољ је сматрао да је то „светло васкрсење сликарства, које је предуго било у некој врсти полулетаргичног стања“, али није био једини који је видео паралелу између Помпеје и савременог Санкт Петербурга и слике као прогноза божанске одмазде за декадентне западњачке начине модерног града. У међувремену, дисидент Александар Херцен је слику тумачио као алегорију о колапсу европских монархија  или тиранској моћи руске државе над појединцем.
Након великог успеха са Последњим даном Помпеје, од Брјулова се очекивало да произведе слична велика историјска дела, али већина његових покушаја је остала недовршена а нека успешна дела била су предмет негативних критика. Уместо тога, био је успешан са портретима руске елите, укључујући царску породицу.

## Власништво
Године 1834. Демидов је слику, за коју је платио 25.000 рубаља, поклонио цару Николају у покушају да придобије његову наклоност. Прво је била изложена у Зимском дворцу, али ју је 1836. године Николај поклонио Империјалној академији уметности где је остала све док није постављена као центарлни део изложбе руског сликарства у Новом Ермитажу 1851. Тренутно је део збирке Државног руског музеја у Санкт Петербургу.

## Галерија
- Уметник и прибор за сликање.[4]
- Сматра се да је племкиња Јулија Самолјова са својим ћеркама Ђованином и Амазлијом била модел за приказане ликове.[6]
- Статуа бивају срушене, што приказује суптилну моћ природе над човеком.[4]
- Класично обликована дела коњаника и војника су комбинована са романтичарском приказом ужаса који узрокују силе природе, што се види кроз ликове старца и коња.[4]
- Мајка моли сина да бежи, као што је Плинијева мајка њему говорила у то време.[16]
- Детаљи насликана према остацима које је Брјулов затекао у Помпеји.[4]
- Коњ који се подигао на две ноге и кочија, наводе посматрача дубље у план слике где је додатно хаотично.[17]